# Players Championship de 2014
O Players Championship de 2014 foi a quadragésima primeira edição do Players Championship, realizado entre os dias 8 e 11 de maio no PC Sawgrass de Ponte Vedra Beach, na Flórida, Estados Unidos. Martin Kaymer conquista seu primeiro título do Players, com uma tacada à frente do vice-campeão, Jim Furyk.

## Resumo das rodadas

### Primeira rodada
Quinta-feira, 8 de maio de 2014
Martin Kaymer iguala o recorde do campo ao lançar um nove abaixo do par 63. Sua rodada contava com nove birdies, incluindo sete na frente nove (seu segundo nove), estabelecendo o recorde de nove buracos, com 29 (−7). Russell Henley estava a duas tacadas atrás, e Bae Sang-moon a três tacadas atrás.
| Espaço ocupado | Golfista                  | País           | Resultado | Par |
| -------------- | ------------------------- | -------------- | --------- | --- |
| 1              | Martin Kaymer             | Alemanha       | 63        | −9  |
| 2              | Russell Henley            | Estados Unidos | 65        | −7  |
| 3              | Bae Sang-moon             | Coreia do Sul  | 66        | −6  |
| T4             | Gonzalo Fernández-Castaño | Espanha        | 67        | −5  |
| T4             | Sergio García             | Espanha        | 67        | −5  |
| T4             | Justin Rose               | Inglaterra     | 67        | −5  |
| T4             | Jordan Spieth             | Estados Unidos | 67        | −5  |
| T4             | Scott Stallings           | Estados Unidos | 67        | −5  |
| T4             | Brian Stuard              | Estados Unidos | 67        | −5  |
| T4             | Lee Westwood              | Inglaterra     | 67        | −5  |
| T4             | Gary Woodland             | Estados Unidos | 67        | −5  |

### Segunda rodada
Sexta-feira, 9 de maio de 2014
| Espaço ocupado | Golfista         | País           | Resultado | Par |
| -------------- | ---------------- | -------------- | --------- | --- |
| 1              | Martin Kaymer    | Alemanha       | 63-69=132 | −12 |
| 2              | Jordan Spieth    | Estados Unidos | 67-66=133 | −11 |
| 3              | Russell Henley   | Estados Unidos | 65-71=136 | −8  |
| T4             | Jim Furyk        | Estados Unidos | 70-68=138 | −6  |
| T4             | Sergio García    | Espanha        | 67-71=138 | −6  |
| T4             | Justin Rose      | Inglaterra     | 67-71=138 | −6  |
| T4             | Lee Westwood     | Inglaterra     | 67-71=138 | −6  |
| T4             | Gary Woodland    | Estados Unidos | 67-71=138 | −6  |
| T9             | Bae Sang-moon    | Coreia do Sul  | 66-73=139 | −5  |
| T9             | Scott Brown      | Estados Unidos | 68-71=139 | −5  |
| T9             | Brian Davis      | Inglaterra     | 72-67=139 | −5  |
| T9             | Bill Haas        | Estados Unidos | 68-71=139 | −5  |
| T9             | Matt Jones       | Austrália      | 70-69=139 | −5  |
| T9             | George McNeill   | Estados Unidos | 71-68=139 | −5  |
| T9             | Kevin Na         | Estados Unidos | 70-69=139 | −5  |
| T9             | Geoff Ogilvy     | Austrália      | 69-70=139 | −5  |
| T9             | Charl Schwartzel | África do Sul  | 72-67=139 | −5  |
| T9             | John Senden      | Austrália      | 70-69=139 | −5  |

### Terceira rodada
Sábado, 10 de maio de 2014
| Espaço ocupado | Golfista           | País           | Resultado    | Par |
| -------------- | ------------------ | -------------- | ------------ | --- |
| T1             | Martin Kaymer      | Alemanha       | 63-69-72=204 | −12 |
| T1             | Jordan Spieth      | Estados Unidos | 67-66-71=204 | −12 |
| T3             | Sergio García      | Espanha        | 67-71-69=207 | −9  |
| T3             | John Senden        | Austrália      | 70-69-68=207 | −9  |
| T5             | Matt Jones         | Austrália      | 70-69-69=208 | −8  |
| T5             | George McNeill     | Estados Unidos | 71-68-69=208 | −8  |
| T5             | Gary Woodland      | Estados Unidos | 67-71-70=208 | −8  |
| T8             | David Hearn        | Canadá         | 70-71-68=209 | −7  |
| T8             | Francesco Molinari | Itália         | 72-70-67=209 | −7  |
| T8             | Justin Rose        | Inglaterra     | 67-71-71=209 | −7  |
| T8             | Lee Westwood       | Inglaterra     | 67-71-71=209 | −7  |

### Rodada final
Domingo, 11 de maio de 2014
| Espaço ocupado | Golfista           | País             | Resultado       | Par | Prêmio ($) |
| -------------- | ------------------ | ---------------- | --------------- | --- | ---------- |
| 1              | Martin Kaymer      | Alemanha         | 63-69-72-71=275 | −13 | 1 800 000  |
| 2              | Jim Furyk          | Estados Unidos   | 70-68-72-66=276 | −12 | 1 080 000  |
| 3              | Sergio García      | Espanha          | 67-71-69-70=277 | −11 | 680 000    |
| T4             | Justin Rose        | Inglaterra       | 67-71-71-69=278 | −10 | 440 000    |
| T4             | Jordan Spieth      | Estados Unidos   | 67-66-71-74=278 | −10 | 440 000    |
| T6             | David Hearn        | Canadá           | 70-71-68-70=279 | −9  | 313 000    |
| T6             | Rory McIlroy       | Irlanda do Norte | 70-74-69-66=279 | −9  | 313 000    |
| T6             | Francesco Molinari | Itália           | 72-70-67-70=279 | −9  | 313 000    |
| T6             | Jimmy Walker       | Estados Unidos   | 75-68-71-65=279 | −9  | 313 000    |
| T6             | Lee Westwood       | Inglaterra       | 67-71-71-70=279 | −9  | 313 000    |

#### Cartão do jogo
Rodada final
| Buraco   | 1   | 2   | 3   | 4   | 5   | 6   | 7   | 8   | 9   | 10  | 11  | 12  | 13  | 14  | 15  | 16  | 17  | 18  |
| -------- | --- | --- | --- | --- | --- | --- | --- | --- | --- | --- | --- | --- | --- | --- | --- | --- | --- | --- |
| Par      | 4   | 5   | 3   | 4   | 4   | 4   | 4   | 3   | 5   | 4   | 5   | 4   | 3   | 4   | 4   | 5   | 3   | 4   |
| Kaymer   | −12 | −13 | −13 | −13 | −13 | −13 | −13 | −13 | −14 | −14 | −15 | −15 | −15 | −15 | −13 | −13 | −13 | −13 |
| Furyk    | −7  | −8  | −8  | −9  | −9  | −10 | −10 | −10 | −10 | −11 | −11 | −11 | −11 | −11 | −11 | −12 | −12 | −12 |
| García   | −9  | −10 | −10 | −10 | −10 | −10 | −10 | −10 | −11 | −11 | −10 | −11 | −11 | −10 | −10 | −10 | −10 | −11 |
| Rose     | −7  | −8  | −8  | −9  | −9  | −9  | −9  | −9  | −10 | −9  | −8  | −7  | −7  | −7  | −8  | −8  | −9  | −10 |
| Spieth   | −12 | −13 | −13 | −14 | −13 | −13 | −13 | −12 | −12 | −11 | −11 | −11 | −11 | −10 | −9  | −10 | −10 | −10 |
| Hearn    | −7  | −8  | −8  | −8  | −8  | −9  | −9  | −9  | −10 | −10 | −10 | −10 | −10 | −9  | −9  | −9  | −9  | −9  |
| McIlroy  | −2  | −2  | −2  | −2  | −2  | −3  | −3  | −4  | −4  | −5  | −6  | −7  | −7  | −6  | −6  | −7  | −8  | −9  |
| Molinari | −8  | −9  | −9  | −9  | −9  | −10 | −9  | −9  | −9  | −10 | −11 | −11 | −11 | −10 | −10 | −10 | −10 | −9  |
| Walker   | −2  | −3  | −4  | −5  | −5  | −4  | −5  | −5  | −6  | −6  | −8  | −8  | −9  | −9  | −9  | −10 | −10 | −9  |
| Westwood | −7  | −7  | −7  | −7  | −7  | −7  | −8  | −7  | −8  | −8  | −9  | −9  | −9  | −10 | −9  | −9  | −9  | −9  |

Resultado cumulativo dos playoffs, em relação ao par

Fonte: